# 昌平
昌平（しょうへい）は、五胡十六国時代、西燕の君主段随の治世で使用された元号。386年 - 386年。
- 元年2月：西燕皇帝慕容沖が左将軍韓延に殺害される。
- 元年3月：段随が左僕射慕容恒、尚書慕容永に殺害される。

## 西暦・干支との対照表
| 昌平 | 元年  |
| 西暦 | 386年 |
| 干支 | 丙戌  |